# Massachusetts Amateur Kampioenschap
Het Massachusetts Amateur Kampioenschap (officieel Massachusetts State Amateur Championship) is het belangrijkste golfkampioenschap voor amateurs uit Massachusetts. In 2008 werd het toernooi voor de 100ste keer gespeeld.
De eerste editie was in 1903, het jaar waarin de Massachusetts Golf Association (MGA) werd opgericht. De organisatie is in handen van de MGA. Het toernooi wordt ieder jaar in juli gespeeld. Deelnemers moeten lid van de MGA zijn en mogen hoogstens handicap 4,4 hebben. Van de laatste tien winnaars zijn Trevor Gliwski, Flynt Lincoln, James Driscoll, Jim Salinetti en Rob Oppenheim professional geworden.

## Formule
Nadat er twee rondes van 18 holes strokeplay gespeeld zijn, gaan de beste 32 spelers in matchplay verder.

## Winnaars
| 2012                                                   | Mike Calef             | Tedesco Country Club         | Marblehead       |
| 2011                                                   | Ryan Riley             | Wyantenuck Golf Club         | Great Barrington |
| 2010                                                   | John Hadges            | Myopia Hunt Club             | South Hamilton   |
| 2009                                                   | Bill Drohen            | The Country Club             | Brookline        |
| 2008                                                   | John Hadges            | The Kittansett Club          | Marion           |
| 2007                                                   | Burgess Houston        | Concord Country Club         | Concord          |
| 2006                                                   | Ben Spitz              | Worcester Country Club       | Worcester        |
| 2005                                                   | Frank Vana Jr          | Essex County Club            | Manchester       |
| 2004                                                   | Frank Vana Jr          | Taconic Golf Club            | Williamstown     |
| 2003                                                   | Andy Drohen            | The Country Club             | Brookline        |
| 2002                                                   | Rob Oppenheim          | Winchester Country Club      | Winchester       |
| 2001                                                   | Brendan Hester         | The Orchards Golf Club       | South Hadley     |
| 2000                                                   | Jim Salinetti          | Worcester Country Club       | Worcester        |
| 1999                                                   | Jim Salinetti          | The Kittansett Club          | Marion           |
| 1998                                                   | James Driscoll         | Belmont Country Club         | Belmont          |
| 1997                                                   | Jim Salinetti          | Weston Golf Club             | Weston           |
| 1996                                                   | James Driscoll         | Myopia Hunt Club             | South Hamilton   |
| 1995                                                   | Ed Fletcher            | Concord Country Club         | Concord          |
| 1994                                                   | Douglas Preston        | Charles River Country Club   | Newton           |
| 1993                                                   | Flynt Lincoln          | Essex County Club            | Manchester       |
| 1992                                                   | Trevor Gliwski         | Longmeadow Country Club      | Longmeadow       |
| 1991                                                   | John Salamone          | Brae Burn Country Club       | West Newton      |
| 1990                                                   | Ray Wright             | The Kittansett Club          | Marion           |
| 1989                                                   | Jim McDermott          | Worcester Country Club       | Worcester        |
| 1988                                                   | Kevin Johnson          | Thorny Lea Golf Club         | Brockton         |
| 1987                                                   | Kevin Johnson          | The Country Club             | Brookline        |
| 1986                                                   | Fran Quinn             | Winchester Country Club      | Winchester       |
| 1985                                                   | Steve Tasho            | Myopia Hunt Club             | South Hamilton   |
| 1984                                                   | Jim McDermott          | Country Club of Pittsfield   | Pittsfield       |
| 1983                                                   | Jim Hallet             | Woodland Golf Club           | Auburndale       |
| 1982                                                   | Jim Hallet             | Tedesco Country Club         | Marblehead       |
| 1981                                                   | Steven Tasho           | Taconic Golf Club            | Williamstown     |
| 1980                                                   | Jim McDermott          | Salem Country Club           | Peabody          |
| 1979                                                   | Ed Polchlopek          | Vesper Country Club          | Tyngsborough     |
| 1978                                                   | Dave Brilliant         | The Kittansett Club          | Marion           |
| 1977                                                   | Gary Burnett           | Weston Country Club          | Weston           |
| 1976                                                   | Bruce Douglass         | The Country Club             | Brookline        |
| 1975                                                   | Bruce Douglass         | Winchester Country Club      | Winchester       |
| 1974                                                   | Bill Mallon            | Pleasant Valley Country Club | Sutton           |
| 1973                                                   | Bill Mallon            | Belmont Country Club         | Belmont          |
| 1972                                                   | Gary Burnett           | Longmeadow Country Club      | Longmeadow       |
| 1971                                                   | Tracy Mehr             | Taconic Golf Club            | Williamstown     |
| 1970                                                   | John Tosca Jr          | Essex County Club            | Manchester       |
| 1969                                                   | Peter Drooker          | Brae Burn Country Club       | West Newton      |
| 1968                                                   | Mike Ohanian           | Nashawtuc Country Club       | Concord          |
| 1967                                                   | Barrie Bruce           | The Country Club             | Brookline        |
| 1966                                                   | Warren Tibbetts        | Charles River Country Club   | Newton           |
| 1965                                                   | Ted Carangelo          | Woodland Golf Club           | Auburndale       |
| 1964                                                   | William Foley          | Worcester Country Club       | Worcester        |
| 1963                                                   | Bruce Dobie            | Vesper Country Club          | Tyngsborough     |
| 1962                                                   | Joe Carr               | Salem Country Club           | Peabody          |
| 1961                                                   | Ted Bishop             | Oak Hill Country Club        | Fitchburg        |
| 1960                                                   | Pat Granese            | Tedesco Country Club         | Marblehead       |
| 1959                                                   | John Tosca Jr          | Taconic Golf Club            | Williamstown     |
| 1958                                                   | William G. Harding     | The Kittansett Club          | Marion           |
| 1957                                                   | David Sullivan         | Longmeadow Country Club      | Longmeadow       |
| 1956                                                   | Charles Volpone        | Belmont Country Club         | Belmont          |
| 1955                                                   | Ed Connell             | Myopia Hunt Club             | South Hamilton   |
| 1954                                                   | Rupert Daniels         | Country Club of Pittsfield   | Pittsfield       |
| 1953                                                   | Ernie Doherty          | Salem Country Club           | Peabody          |
| 1952                                                   | Tom Mahan Jr           | Winchester Counntry Club     | Winchester       |
| 1951                                                   | Edward Martin          | Vesper Country Club          | Tyngsborough     |
| 1950                                                   | Dick Chapman           | Brae Burn Country Club       | West Newton      |
| 1949                                                   | Robert W. Knowles Jr   | The Country Club             | Brookline        |
| 1948                                                   | Edward Martin          | Worcester Country Club       | Worcester        |
| 1947                                                   | John Chew              | Commonwealth Golf Course     | Newton           |
| 1946                                                   | Ted Bishop             | Charles River Country Club   | Newton           |
| 1942-1945: geen toernooi wegens de Tweede Wereldoorlog |                        |                              |                  |
| 1941                                                   | Leo Martin             | Longmeadow Country Club      | Longmeadow       |
| 1940                                                   | Ted Bishop             | Salem Country Club           | Peabody          |
| 1939                                                   | Ted Adams              | Tedesco Country Club         | Marblehead       |
| 1938                                                   | Frederick J. Wright Jr | Essex County Club            | Manchester       |
| 1937                                                   | Dave Whiteside         | Winchester Counntry Club     | Winchester       |
| 1936                                                   | Clark Hodder           | Charles River Country Club   | Newton           |
| 1935                                                   | Edward S. Stimpson     | Brae Burn Country Club       | West Newton      |
| 1934                                                   | William O. Blaney      | The Country Club             | Brookline        |
| 1933                                                   | Joseph P. Lynch        | Worcester Country Club       | Worcerster       |
| 1932                                                   | Edward P. Kirouac      | Kernwood Country Club        | Salem            |
| 1931                                                   | Frederick J. Wright Jr | Winchester Counntry Club     | Winchester       |
| 1930                                                   | Frederick J. Wright Jr | Salem Country Club           | Peabody          |
| 1929                                                   | Frederick J. Wright Jr | Belmont Spring Country Club  | Belmont          |
| 1928                                                   | Frederick J. Wright Jr | Essex County Club            | Manchester       |
| 1927                                                   | Eddie Lowery           | Charles River Country Club   | Newton           |
| 1926                                                   | Frederick J. Wright Jr | Brae Burn Country Club       | West Newton      |
| 1925                                                   | Francis Ouimet         | The Country Club             | Brookline        |
| 1924                                                   | Jesse P. Guilford      | Woodland Golf Club           | Auburndale       |
| 1923                                                   | Karl E. Mosser         | Brae Burn Country Club       | West Newton      |
| 1922                                                   | Francis Ouimet         | Kernwood Country Club        | Salem            |
| 1921                                                   | Jesse P. Guilford      | Worcester Country Club       | Worcester        |
| 1920                                                   | Frederick J. Wright Jr | The Country Club             | Brookline        |
| 1919                                                   | Francis Ouimet         | Winchester Counntry Club     | Winchester       |
| 1917-1918: geen toernooi wegens de Eerste Wereldoorlog |                        |                              |                  |
| 1916                                                   | Jesse P. Guilford      | Wollaston Golf Club          | Milton           |
| 1915                                                   | Francis Ouimet         | Woodland Golf Club           | Auburndale       |
| 1914                                                   | Francis Ouimet         | Brae Burn Country Club       | West Newton      |
| 1913                                                   | Francis Ouimet         | Wollaston Golf Club          | Milton           |
| 1912                                                   | Heinie Schmidt         | Brae Burn Country Club       | West Newton      |
| 1911                                                   | John G. Anderson       | Essex County Club            | Manchester       |
| 1910                                                   | H.W. Stucklen          | Brae Burn Country Club       | West Newton      |
| 1909                                                   | Percival Gilbert       | Oakley Country Club          | Watertown        |
| 1908                                                   | T.R. Fuller            | Wollaston Golf Club          | Milton           |
| 1907                                                   | John G. Anderson       | Woodland Golf Club           | Auburndale       |
| 1906                                                   | Arthur G. Lockwood     | Brae Burn Country Club       | West Newton      |
| 1905                                                   | Arthur G. Lockwood     | The Country Club             | Brookline        |
| 1904                                                   | Andrew Carnegie II     | Essex County Club            | Manchester       |
| 1903                                                   | Arthur G. Lockwood     | Myopia Hunt Club             | South Hamilton   |

Toen de 47-jarige John Hadges in 2008 meedeed, was dat zijn 23ste deelneme. Hij was 5x tot de halve finale gekomen. In 2008 speelde hij de finale tegen de 21-jarige Matt Parziale.